# Stadio Parque Alfredo Victor Viera
Lo stadio Parque Alfredo Victor Viera (in spagnolo: Estadio Parque Alfredo Victor Viera) è un impianto sportivo di Montevideo, la capitale dell'Uruguay. Ospita le partite interne del Montevideo Wanderers ed ha una capienza di 10 000 spettatori.
Sorge nel quartiere del Prado, a pochi metri da altri due stadi cittadini, il Parque Saroldi del River Plate di Montevideo e lo stadio José Nasazzi del Bella Vista.

## Storia
Lo stadio fu inaugurato il 15 ottobre 1933 con un incontro tra la squadra locale ed il Bella Vista terminato 2-0 a favore dei Bohemios. Prima d'allora i Wanderers disputavano i loro incontri interni presso lo stadio Belvedere, di proprietà del Liverpool Fútbol Club.

## Tribune
Le tribune dello stadio sono intitolate a quattro ex giocatori del club che si sono distinti nel panorama calcistico mondiale: Obdulio Varela, René Borjas, Jorge Barrios e Cayetano Saporiti.